# 光影帝國
《光影帝國》（英語：Empire of Light）是一部2022年英美合拍的浪漫劇情片，由山姆·曼德斯編劇兼執導，主演陣容包括奧莉薇亞·柯爾曼、麥可·沃德、湯姆·布魯克、譚雅·穆迪、漢娜·翁斯洛（Hannah Onslow）、克莉斯塔·克拉克、陶比·瓊斯與柯林·佛斯。電影取材自山姆·曼德斯在1980年代的生活經歷，以該年代初期的英國海濱小鎮為背景，講述在一家電影院中發生的淒美愛情故事。
《光影帝國》2022年9月3日在特柳賴德影展首映，2022年12月9日在美國上映，2023年1月13日在英國上映，探照灯影业負責發行。電影在影評界口碑褒貶不一，讚賞柯爾曼、沃德和瓊斯的表演，以及曼德斯的導演、攝影、視覺畫面和配樂，但對劇本則兩極分化。攝影指導羅傑·狄金斯藉本片入圍奧斯卡最佳攝影獎。

## 故事概要
本作的故事主要設定於1980年，講述希拉蕊·史默與史蒂芬在英國肯特郡北海岸的馬蓋特地區的當地電影院「帝國電影院」發展的愛情故事。希拉蕊是「帝國電影院」的值班經理，獨自生活的她飽受躁鬱症所苦，領取醫生開立的鋰抑制病情之餘，還跟她的已婚老闆唐納德·艾利斯發生婚外性關係。史蒂芬則是「帝國電影院」的新進非裔英國員工，平日跟著身為護士的母親黛莉亞一同生活。希拉蕊對史蒂芬心生好感，以帶領對方參觀電影院已廢棄仍保留美麗裝潢的頂樓為契機，希拉蕊和史蒂芬拉近了彼此的距離。
當史蒂芬開始和電影院的年輕女員工珍妮相約出遊時，希拉蕊感到不是滋味，後來希拉蕊和史蒂芬共同在電影院頂樓觀看跨年煙火，她一時衝動吻了史蒂芬，雙方繼而發生性關係。此後希拉蕊終止和唐納德·艾利斯的關係，她對這段新戀情抱持著喜悅的心情並停止服藥，但是希拉蕊在偶然上街期間意外撞見史蒂芬遭受白人力量光頭黨的人員騷擾，與一名種族主義顧客打交道後，史蒂芬告訴希拉蕊，他的種族出身使種族主義者屢次找他麻煩。在兩者前往海灘出遊的時候，雙方聊及各自的過往，史蒂芬透露他的初戀情人露比與母親黛莉亞任職於同所醫院，但輪到希拉蕊講述過往經歷時，希拉蕊忽然激動抱怨著男人的種種不是，導致這場約會在尷尬的狀態不歡而散。史蒂芬的同事尼爾知曉兩者的關係，提醒史蒂芬有關希拉蕊的精神健康問題並勸他結束這段關係。
某日唐納德·艾利斯告知電影院將作為電影《火戰車》的當地首映會場，不料在首映會當天，處於狂躁狀態的希拉蕊在毫無預警的狀態衝上講台發表激烈言論，公然向唐納德·艾利斯的妻子揭露她和唐納德·艾利斯的不倫關係，讓全場人員陷入驚愕與尷尬的局面。此後希拉蕊的精神狀態急遽惡化，史蒂芬前往她獨居的公寓探視時，精神健康部門的工作人員破門強制帶走希拉蕊，讓她接受強制治療。由於先前在《火戰車》首映會的騷動和醜聞，導致唐納德·艾利斯被撤職，史蒂芬開始接受電影院放映員諾曼的培訓之餘，還和初戀情人露比重逢再度約會。接受治療出院後的希拉蕊重返工作崗位和史蒂芬相談，史蒂芬建議希拉蕊去作此前未經歷的事情：去電影院看電影。然而在電影院為慶祝希拉蕊復職舉辦的慶祝派對上，一群遊行經過電影院的光頭黨剛好看見史蒂芬的身影，立刻闖入電影院朝他發動攻擊，驚魂未定的希拉蕊連忙帶負傷的史蒂芬前往醫院接受治療，並遇見黛莉亞跟她透露相關狀況。
希拉蕊起先沒有在史蒂芬康復期間跟他見面，直至希拉蕊和諾曼談話期間，諾曼透露由於自己當年拋棄家人，已經和他的獨生子多年未曾相聚，並提醒她不要逃避，這讓希拉蕊主動去醫院探望史蒂芬，被黛莉亞告知史蒂芬因為她的關係感到很開心。雀躍不已的希拉蕊衝回戲院委託諾曼為她放映任一部電影，後者選擇了《Being There》。然而好景不常，當史蒂芬回到電影院時，史蒂芬表示自己接受希拉蕊先前提出的建議，決定重返大學並離開小鎮。伴隨著史蒂芬回憶起他和希拉蕊、露比、希拉蕊一起參加告別晚宴的時光，希拉蕊與史蒂芬在一座公園會面，最終希拉蕊在告別之際，將一本書贈與史蒂芬作為餞別禮。故事尾聲顯示史蒂芬搭火車離開時，他開始翻閱著希拉蕊的贈書，畫面顯示該本書籍為菲利普·拉金著作的詩集《高窗》。

## 演員
- 奧莉薇亞·柯爾曼飾演希拉蕊·史默（Hilary Small）
- 麥可·沃德（英语：Micheal Ward）飾演史蒂芬（Stephen）
- 湯姆·布魯克（英语：Tom Brooke）飾演尼爾（Neil）
- 譚雅·穆迪（英语：Tanya Moodie）飾演黛莉亞（Delia）
- 漢娜·翁斯洛（Hannah Onslow）飾演珍妮（Janine）
- 克莉斯塔·克拉克（英语：Crystal Clarke）飾演露比（Ruby）
- 陶比·瓊斯飾演諾曼（Norman）
- 柯林·佛斯飾演艾利斯先生（Mr. Ellis）
- 莫妮卡·多藍（英语：Monica Dolan）飾演蘿絲瑪莉·貝茲（Rosemary Bates）
- 莎拉·史都華（英语：Sara Stewart）飾演布蘭達（Brenda）
- 羅恩·庫克（英语：Ron Cook）飾演庫柏先生（Mr. Cooper）
- 賈斯汀·愛德華茲（英语：Justin Edwards (actor)）飾演吉姆·布斯（Jim Booth）

## 發行
《光影帝國》2022年9月3日登上特柳賴德影展舉行全球首映，隨後的2022年9月12日在多倫多國際影展放映。電影由探照灯影业發行，2022年12月9日在美國有限上映，2023年1月13日在英國上映。

## 反響
電影在爛番茄上根據182條評論，新鮮度45%，平均得分5.9／10；該網站共識：「《光影帝國》不乏擁有精彩的表演以及幾縷亮眼的閃光，但這種對電影魔力的致敬卻平凡到令人失望。」在Metacritic上根據42位影評而獲得55分（滿分100），代表「好壞兩極的評價」。

## 外部連結
- 互联网电影数据库（IMDb）上《光影帝國》的资料（英文）